# Grammoechus javanicus
Grammoechus javanicus är en skalbaggsart som beskrevs av Stefan von Breuning 1938. Grammoechus javanicus ingår i släktet Grammoechus och familjen långhorningar. Inga underarter finns listade i Catalogue of Life.